# Dezernat für Sondereinsätze der türkischen Polizei

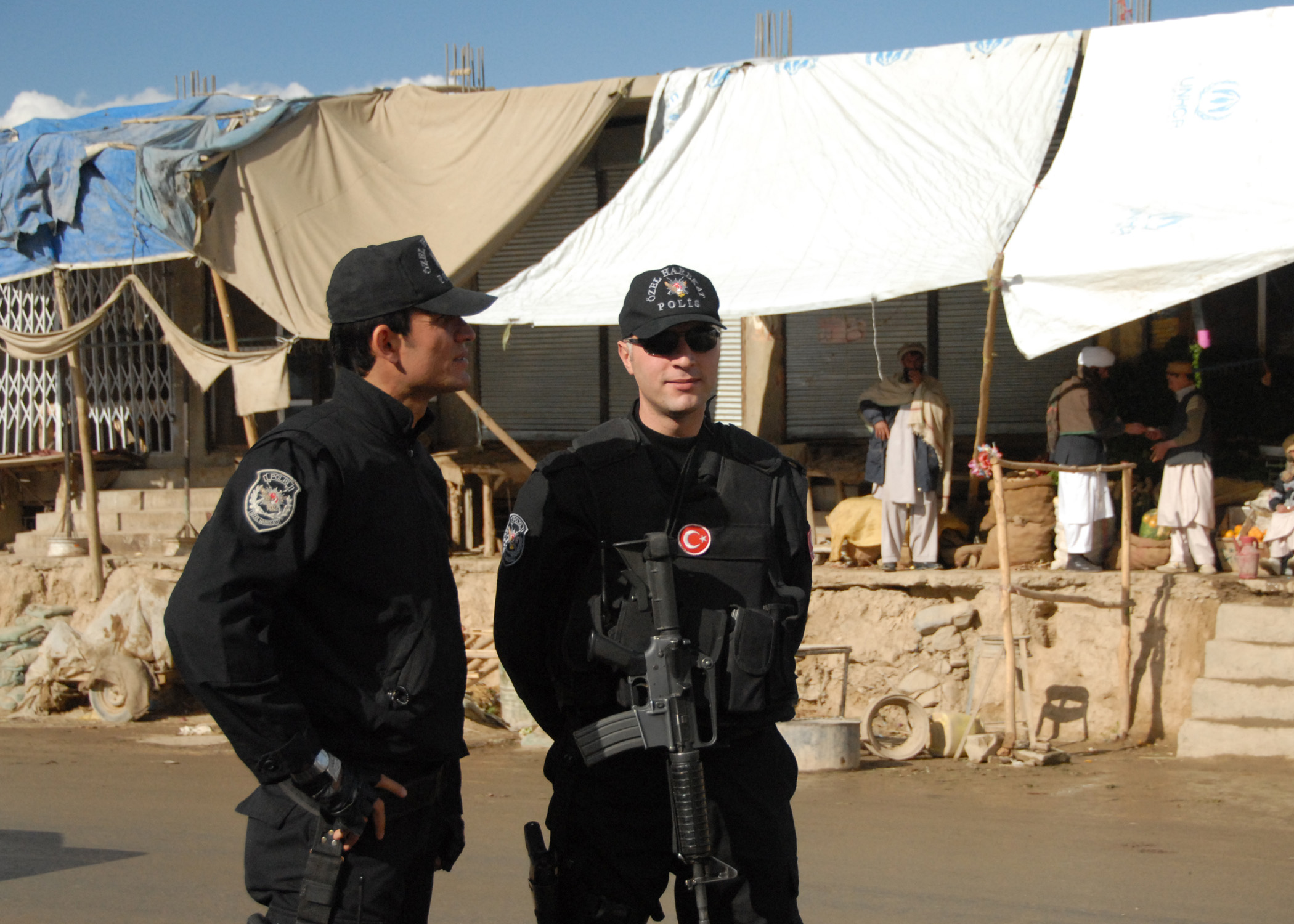

Das Dezernat für Sondereinsätze der türkischen Polizei, türkisch Özel Harekat Dairesi Başkanlığı, ist eine Spezialeinheit der türkischen Polizei in Ankara.
Die 1983 gegründete Einheit hat laut dem Internetauftritt der türkischen Polizeigeneraldirektion die Aufgaben Terrorismusbekämpfung in ländlichen und bewohnten Gebieten, Terroristen unschädlich zu machen und festzunehmen. Weitere Aufgaben sind Geiselbefreiung und Personenschutz hochgestellter Persönlichkeiten. Polizeiliche Aufgaben, die spezieller Ausrüstung bedürfen, würden auch von der Gruppe wahrgenommen.
Die Einsatztruppe gliedert sich in die Direktion für Spezialeinsätze, der Unterabteilungen für Ausbildung, Personal, Unterstützung und Operationsplanung sowie Operationsauswertung unterstehen. In 48 Provinzen werden Einsatzgruppen („Polis Özel Harekât Timleri“) unterhalten. In der Kurzform heißen sie Özel Tim („Sonderteam“).
Außer dem eigenen Polizeipersonal wurden 8.928 Angehörige der usbekischen Spezialkräfte und 44 Mitglieder der Spezialkräfte der Polizei der türkischen Republik Nordzypern ausgebildet. Weiter wurden Kurse für Polizisten aus Türkmenistan, den Palästinensischen Autonomiegebieten und Mazedonien abgehalten.
Die Sondereinheit wurde 1982 gegründet und war Teil des Präsidiums für öffentliche Ordnung. Die damalige amtliche Bezeichnung lautete Özel Hareket Şube Müdürlüğü. 1987 wurde sie dem Dezernat für Terrorismusabwehr der türkischen Polizei zugeordnet. Seit 1993 bilden die Sondereinsatzkräfte ein eigenständiges Dezernat.